# 1995年のオールスターゲーム (日本プロ野球)
1995年のオールスターゲームは、1995年7月に行われた日本プロ野球のオールスターゲーム。

## 試合概要
前年、10.8決戦でセ・リーグ優勝し、日本選手権シリーズも制した読売ジャイアンツの長嶋茂雄監督が17年ぶりに全セ（オールセントラル・リーグ）の指揮をとり、パ・リーグは前年優勝の西武ライオンズの森祇晶監督が全パ（オールパシフィック・リーグ）が退団したため、この年から西武の監督になった東尾修が全パの指揮をとった（東尾が優勝監督として全パを指揮するのは1998年になってからだった）。当初コーチを務める予定だった高木守道が成績不振を理由に監督を辞任し、徳武定祐監督代行も成績不振を理由に退任、最終的には木俣達彦がコーチを務めた。なお、オールスターゲームに先立ち、この年の1月17日に発生した阪神・淡路大震災被災者支援のためにボビー・バレンタイン監督（ロッテ）率いる外国人選抜チーム対王貞治監督（ダイエー）監督率いる日本人選抜チームによる「ドリームゲーム」が開催された。
「ハマの大魔神」として抑え専門で活躍した佐々木主浩が全セの先発を担った第1戦は1点を争う好ゲームとなり、全セが1点ビハインドで迎えた8回裏、主砲・落合博満の1発で同点に追いつき、そのまま引き分けに持ち込んだ。続く第2戦も1点を争う展開となるも松井秀喜（巨人）、金本知憲（広島）のバットで7-6でからくも勝利をもぎ取った。
なおこの年からは、従来審判6人制であったオールスターゲームにおいても審判4人制で行われることとなった（1998年まで、1999年以降は6人制が復活）。
第一戦は横浜スタジアムで行われたが、これに対し横浜球団社長らは、ゲームを盛り上げるためにファンに対してファン投票への参加を呼びかけた。ところが、これが大量の「組織票」を発生させる結果となってしまい、本拠地開催となった横浜からは佐々木主浩と駒田徳広、ロバート・ローズ、佐伯貴弘、グレン・ブラッグス、畠山準の6人が選ばれたため、批判の的となった（他の3名は古田敦也と江藤智、野村謙二郎）。特に佐伯と畠山に至ってはノミネートこそされていたものの、選出時点ではスタメンを波留敏夫や鈴木尚典に譲ることが多くレギュラーとは言えなかった。なお、巨人の選手が1人もファン投票で選出されなかったのは、史上初の出来事となった。
広島市民球場でのオールスターゲームの開催はこの年の第2戦が最後となった。

## 選出選手
| セントラル・リーグ | セントラル・リーグ | セントラル・リーグ | セントラル・リーグ | パシフィック・リーグ | パシフィック・リーグ | パシフィック・リーグ | パシフィック・リーグ |
| ------------------ | ------------------ | ------------------ | ------------------ | -------------------- | -------------------- | -------------------- | -------------------- |
| 監督               | 長嶋茂雄           | 巨人               |                    | 監督                 | 東尾修               | 西武                 |                      |
| コーチ             | 高木守道           | 中日               |                    | コーチ               | 仰木彬               | オリックス           |                      |
| コーチ             | 木俣達彦▲          | 中日               |                    | コーチ               | 鈴木啓示             | 近鉄                 |                      |
| コーチ             | 三村敏之           | 広島               |                    | コーチ               |                      |                      |                      |
| 投手               | 佐々木主浩         | 横浜               | 3                  | 投手                 | 伊良部秀輝           | ロッテ               | 2                    |
| 投手               | 斎藤雅樹           | 巨人               | 5                  | 投手                 | 潮崎哲也             | 西武                 | 初                   |
| 投手               | 今中慎二           | 中日               | 4                  | 投手                 | 石井丈裕             | 西武                 | 3                    |
| 投手               | 山内泰幸           | 広島               | 初                 | 投手                 | 郭泰源▲              | 西武                 | 4                    |
| 投手               | チェコ             | 広島               | 初                 | 投手                 | 長谷川滋利           | オリックス           | 初                   |
| 投手               | 山部太             | ヤクルト           | 初                 | 投手                 | 星野伸之             | オリックス           | 5                    |
| 投手               | 吉井理人           | ヤクルト           | 2                  | 投手                 | 平井正史             | オリックス           | 初                   |
| 投手               | 藪恵壹             | 阪神               | 2                  | 投手                 | 工藤公康             | ダイエー             | 5                    |
| 投手               | 古溝克之           | 阪神               | 初                 | 投手                 | 小宮山悟             | ロッテ               | 3                    |
| 投手               | 盛田幸希           | 横浜               | 2                  | 投手                 | 成本年秀             | ロッテ               | 初                   |
|                    |                    |                    |                    | 投手                 | 西崎幸広             | 日本ハム             | 7                    |
| 捕手               | 古田敦也           | ヤクルト           | 6                  | 捕手                 | 伊東勤               | 西武                 | 12                   |
| 捕手               | 村田真一           | 巨人               | 2                  | 捕手                 | 中嶋聡               | オリックス           | 4                    |
| 捕手               | 関川浩一           | 阪神               | 初                 | 捕手                 | 古久保健二           | 近鉄                 | 初                   |
| 一塁手             | 駒田徳広           | 横浜               | 4                  | 一塁手               | 清原和博             | 西武                 | 10                   |
| 二塁手             | ローズ             | 横浜               | 初                 | 二塁手               | 小久保裕紀           | ダイエー             | 初                   |
| 三塁手             | 江藤智             | 広島               | 2                  | 三塁手               | 松永浩美             | ダイエー             | 11                   |
| 遊撃手             | 野村謙二郎         | 広島               | 5                  | 遊撃手               | 浜名千広             | ダイエー             | 2                    |
| 内野手             | 落合博満           | 巨人               | 14                 | 内野手               | 中村紀洋             | 近鉄                 | 初                   |
| 内野手             | 立浪和義           | 中日               | 4                  | 内野手               | 堀幸一               | ロッテ               | 初                   |
| 内野手             | 土橋勝征           | ヤクルト           | 初                 | 内野手               | 初芝清               | ロッテ               | 2                    |
| 内野手             | 和田豊             | 阪神               | 5                  | 内野手               | フランコ             | ロッテ               | 初                   |
| 内野手             | 久慈照嘉           | 阪神               | 2                  | 内野手               | 田中幸雄             | 日本ハム             | 6                    |
| 内野手             | 石井琢朗           | 横浜               | 初                 |                      |                      |                      |                      |
| 外野手             | ブラッグス         | 横浜               | 2                  | 外野手               | イチロー             | オリックス           | 2                    |
| 外野手             | 佐伯貴弘           | 横浜               | 初                 | 外野手               | 秋山幸二             | ダイエー             | 11                   |
| 外野手             | 畠山準             | 横浜               | 3                  | 外野手               | 田口壮               | オリックス           | 初                   |
| 外野手             | 松井秀喜           | 巨人               | 2                  | 外野手               | 佐々木誠             | 西武                 | 6                    |
| 外野手             | 金本知憲           | 広島               | 初                 | 外野手               | ジャクソン           | 西武                 | 初                   |
|                    |                    |                    |                    | 外野手               | 垣内哲也             | 西武                 | 初                   |

- 太字はファン投票で選ばれた選手。▲は出場辞退選手発生による補充選手。数字は出場回数。

## 試合結果

### 第1戦
|      | 1 | 2 | 3 | 4 | 5 | 6 | 7 | 8 | 9 | R | H  | E |
| ---- | - | - | - | - | - | - | - | - | - | - | -- | - |
| 全パ | 1 | 0 | 0 | 0 | 0 | 0 | 0 | 3 | 0 | 4 | 10 | 0 |
| 全セ | 0 | 0 | 0 | 1 | 0 | 2 | 0 | 1 | 0 | 4 | 10 | 0 |

1. （規定により引き分け）
2. パ：工藤（ダ）、郭（西）、西崎（日）、長谷川（オ）、平井（オ）－伊東（西）、古久保（近）、中嶋（オ）
3. セ：佐々木主（横）、今中（中）、盛田（横）、藪（神）、古溝（神）－古田（ヤ）
4. 本塁打
セ：落合（巨）1号（ソロ・長谷川）
5. 審判
［球審］小寺（パ）
［塁審］笠原（セ）・橘（パ）・小林毅（セ）
6. 試合時間：2時間51分

#### オーダー
| パシフィック | パシフィック | パシフィック |
| 打順         | 守備         | 選手         |
| ------------ | ------------ | ------------ |
| 1            | [左]         | イチロー     |
| 2            | [右]         | 佐々木誠     |
| 3            | [一]         | フランコ     |
| 4            | [指]         | 清原和博     |
| 5            | [遊]         | 田中幸雄     |
| 6            | [中]         | 秋山幸二     |
| 7            | [三]         | 初芝清       |
| 8            | [二]         | 小久保裕紀   |
| 9            | [捕]         | 伊東勤       |
|              | [投]         | 工藤公康     |

| セントラル | セントラル | セントラル |
| 打順       | 守備       | 選手       |
| ---------- | ---------- | ---------- |
| 1          | [遊]       | 野村謙二郎 |
| 2          | [三]       | 石井琢朗   |
| 3          | [中]       | 松井秀喜   |
| 4          | [指]       | 落合博満   |
| 5          | [二]       | ローズ     |
| 6          | [右]       | ブラッグス |
| 7          | [捕]       | 古田敦也   |
| 8          | [一]       | 駒田徳広   |
| 9          | [左]       | 畠山準     |
|            | [投]       | 佐々木主浩 |

### 第2戦
|      | 1 | 2 | 3 | 4 | 5 | 6 | 7 | 8 | 9 | R | H  | E |
| ---- | - | - | - | - | - | - | - | - | - | - | -- | - |
| 全パ | 0 | 1 | 0 | 2 | 2 | 0 | 0 | 0 | 1 | 6 | 10 | 1 |
| 全セ | 2 | 0 | 0 | 1 | 0 | 3 | 1 | 0 | X | 7 | 14 | 1 |

1. パ：小宮山（ロ）、星野（オ）、●伊良部（ロ）、潮崎（西）、成本（ロ）－中嶋、古久保、伊東
2. セ：チェコ（広）、山部（ヤ）、○山内（広）、斎藤雅（巨）、吉井（ヤ）、S古溝－関川（神）、村田真（巨）、古田
3. 勝利：山内（1勝）
4. セーブ：古溝（1S）
5. 敗戦：伊良部（1敗）
6. 本塁打
パ：清原（西）1号（ソロ・チェコ）、小久保（ダ）1号（ソロ・古溝）
セ：金本（広）1号（ソロ・伊良部）
7. 審判
［球審］小林毅（セ）
［塁審］橘（パ）・笠原（セ）・小寺（パ）
8. 試合時間：3時間4分

#### オーダー
| パシフィック | パシフィック | パシフィック |
| 打順         | 守備         | 選手         |
| ------------ | ------------ | ------------ |
| 1            | [左]         | イチロー     |
| 2            | [一]         | フランコ     |
| 3            | [三]         | 田中幸雄     |
| 4            | [指]         | 清原和博     |
| 5            | [中]         | 秋山幸二     |
| 6            | [二]         | 小久保裕紀   |
| 7            | [右]         | ジャクソン   |
| 8            | [捕]         | 中嶋聡       |
| 9            | [遊]         | 堀幸一       |
|              | [投]         | 小宮山悟     |

| セントラル | セントラル | セントラル |
| 打順       | 守備       | 選手       |
| ---------- | ---------- | ---------- |
| 1          | [遊]       | 野村謙二郎 |
| 2          | [二]       | 立浪和義   |
| 3          | [中]       | 松井秀喜   |
| 4          | [指]       | 落合博満   |
| 5          | [三]       | 江藤智     |
| 6          | [左]       | 金本知憲   |
| 7          | [一]       | 駒田徳広   |
| 8          | [捕]       | 関川浩一   |
| 9          | [右]       | 土橋勝征   |
|            | [投]       | チェコ     |

## 阪神大震災復興支援チャリティードリームゲーム
オールスターゲームに先駆けてこの年の1月17日に起きた阪神・淡路大震災の支援を目的として開催されたドリームマッチ。日本人選抜で構成された「ジャパンドリームチーム」と外国籍選手選抜及び野球留学経験のある日本人捕手で構成された「フォーリンドリームチーム」が対決。選手は一切のギャランティを受け取らず、球場使用料も無料という完全なるチャリティーに終始した試合だった。試合はジャパンドリームに2本塁打が出たものの、本場メジャーリーグ仕込のプレーを見せ付けたフォーリンドリームが勝利し、試合収益約1億円を寄付した。
7月24日 福岡ドーム 開始19：00（試合時間：2時間32分） 観衆数/32,000人

### オーダー
| フォーリンD | フォーリンD | フォーリンD  |
| 打順        | 守備        | 選手         |
| ----------- | ----------- | ------------ |
| 1           | [右]        | ジャクソン   |
| 2           | [三]        | ハウエル     |
| 3           | [一]        | オマリー     |
| 4           | [遊]        | フランコ     |
| 5           | [中]        | パウエル     |
| 6           | [指]        | スチーブンス |
| 7           | [左]        | マック       |
| 8           | [二]        | ローズ       |
| 9           | [捕]        | ジョー       |
|             | [投]        | グロス       |

| ジャパンD | ジャパンD | ジャパンD  |
| 打順      | 守備      | 選手       |
| --------- | --------- | ---------- |
| 1         | [右]      | イチロー   |
| 2         | [遊]      | 野村謙二郎 |
| 3         | [二]      | 小久保裕紀 |
| 4         | [指]      | 清原和博   |
| 5         | [一]      | 松井秀喜   |
| 6         | [中]      | 佐々木誠   |
| 7         | [三]      | 初芝清     |
| 8         | [左]      | 金本知憲   |
| 9         | [捕]      | 中嶋聡     |
|           | [投]      | 野田浩司   |

### スコア
|                    | 1 | 2 | 3 | 4 | 5 | 6 | 7 | 8 | 9 | R | H  | E |
| ------------------ | - | - | - | - | - | - | - | - | - | - | -- | - |
| フォーリンドリーム | 0 | 1 | 0 | 2 | 1 | 0 | 0 | 1 | 0 | 5 | 9  | 0 |
| ジャパンドリーム   | 0 | 1 | 0 | 0 | 0 | 0 | 0 | 1 | 1 | 3 | 11 | 0 |

1. フ：○グロス（日）、ブロス（ヤ）、ヒルマン（ロ）、モンテ（中）－ジョー（ロ）、デーブ（巨）
2. ジ：野田（オ）、下柳（ダ）、●木田（巨）、若田部（ダ）、五十嵐（横）－中嶋、古田、古久保
3. 勝利：グロス
4. 敗戦：木田
5. 本塁打
ジ：佐々木（西）1号（ソロ・グロス）、イチロー（オ）1号（ソロ・モンテ）
6. 審判
［球審］山村（パ）
［塁審］杉永（セ）・栄村（パ）・田中（セ）

※定詰は「ジョー」、大久保は「デーブ」と名乗ってマスクを被った。というのも、当時外国人捕手がいなかったための特例である（捕手ができる外国人選手としてティム・マッキントッシュがいたが、6月に解雇）。

## テレビ・ラジオ中継

### テレビ中継
- 第1戦:7月25日
  - フジテレビ 実況：松倉悦郎 解説：田尾安志（KTV・CX） ゲスト：SMAP
- 第2戦:7月26日
  - TBSテレビ≪制作協力：RCC・MBS≫ 実況：石川顕（TBS） 解説：衣笠祥雄（TBS）、牛島和彦（TBS・CBC） ベンチリポート：栗山英樹（TBS解説者）、松下賢次（TBS） ブルペンリポート：橋本裕之（RCC）、結城哲郎（MBS）
- 阪神大震災復興チャリティ・ドリームゲーム:7月24日
  - テレビ朝日≪制作協力：九州朝日放送≫　実況：松井康真（ANB） 解説：大下剛史（ANB・HOME）、北別府学（ANB・HOME）、松沼雅之（ANB）、稲尾和久（ABC） ゲスト解説：加藤英司（日本ハムコーチ）、村山実（ABC解説者・自身も阪神大震災に被災している） ゲスト：野崎靖博（日刊スポーツ） リポーター：真鍋由（ANB）

### ラジオ中継
- 第1戦:7月25日
  - NHKラジオ第1 実況：松本一路 解説：森祇晶、藤田元司
  - TBSラジオ（JRN） 実況：松下賢次 解説：田淵幸一 ゲスト：内田有紀
  - 文化放送（ラジオ大阪にもネット） 実況：戸谷真人 解説：栗橋茂、西本聖
  - ニッポン放送（NRN） 実況：栗村智 解説：平松政次 ゲスト：中井美穂
  - ラジオ日本（独立系） 実況：内藤博之 解説：土井正三
- 第2戦:7月26日
  - NHKラジオ第1 実況：斉藤洋一郎 解説：鶴岡一人、星野仙一
  - TBSラジオ（JRN） 実況：林正浩 解説：張本勲、福本豊（ABC） リポーター：中村秀昭
  - 文化放送（ラジオ大阪にもネット） 実況：松本恵治 解説：山崎裕之、平野光泰
  - ニッポン放送（NRN） 実況：岩下方彦 解説：松岡弘、長谷川良平（RCC）
  - ラジオ日本（独立系） 実況：早川建二 解説：青田昇
- 阪神大震災復興チャリティ・ドリームゲーム:7月24日
  - TBSラジオ（JRN／RKB毎日放送裏送り） 実況：植草朋樹 解説：牛島和彦（TBS）、山内孝徳、定岡正二（TBS）
  - 文化放送（関東ローカル） 実況：鈴木光裕 解説：豊田泰光
  - ニッポン放送（NRN） 実況：宮田統樹 解説：平松政次、松沼博久、安藤統男（MBS） ゲスト解説：チコ・バルボン
  - ラジオ日本（独立系） 実況：染谷恵二 解説：高田繁